# Rheingold (película)
Rheingold es una película alemana de 2022 escrita y dirigida por Fatih Akin y protagonizada por Emilio Sakraya. Fue estrenada en el Festival de Cine de Hamburgo en octubre de 2022.

## Sinopsis
La película, de corte biográfico, relata la vida desde la niñez hasta la adultez del artista de hip-hop, empresario y exconvicto iraní-kurdo Giwar Hajabi, también conocido como Xatar.

## Reparto
- Emilio Sakraya es Xatar
  - Ilyes Raoul es Xatar en su adolescencia
  - Baselius Göze es Xatar en su niñez
- Mona Pirzad es Rasal Hajabi
- Kardo Razzazi es Eghbal Hajabi
- Sogol Faghani es Shirin
- Hüseyin Top es Samy
- Arman Kashani es Miran
- Denis Moschitto es Maestro
- Ensar Albayrak es Ssiawosch Sadat
- Uğur Yücel es Yero
- Greta Sophie Schmidt es Mädchen

## Recepción
En Rotten Tomatoes, el 55% de los críticos calificaron positivamente la película. Para Pablo Vásquez del portal Espinof «no se trata de una película especialmente lograda, sí interesante, pero su retrato de la vida del rapero Xatar en forma de relato criminal de caída y redención se las ingenia para escapar del molde del típico biopic hollywoodiense». Damon Wise de Deadline Hollywood fue más crítico al afirmar: «Desgraciadamente, con 140 minutos de duración, recuerda que "épica" es a menudo sólo otra palabra para referirse a una historia muy larga».